# Cilàrabes
Cilàrabes (en grec antic: Κυλαράβης) va ser, segons la mitologia grega, fill d'Estènel i net de Capaneu. Era rei d'Argos i germà de Cometes.
Va reunificar el regne d'Argos, del que n'havia rebut en herència només una tercera part, incorporant al seu territori la part del melàmpida Amfíloc quan aquest va marxar a Amfilòquia després de la guerra de Troia i el territori el biàntida Cianip, quan va morir sense fills. Però com que també va morir sense descendència, el regne d'Argos va passar a mans d'Orestes, el fill d'Agamèmnon, que va ocupar el país.
Va fer construir un estadi vora la ciutat d'Argos, on més tard van aixecar la seva tomba.